# Gōtoku Sakai
Gōtoku Sakai (Japansk: 酒井 高徳, født 14. marts 1991 i New York, New York, USA) er en japansk fodboldspiller (højre back). Han spiller for VfB Stuttgart i den tyske Bundesliga. Han har spillet for klubben siden 2012.

## Landshold
Sakai står (pr. juni 2014) noteret for tolv kampe for Japans landshold, som han debuterede for 6. september 2012 i et opgør mod De Forenede Arabiske Emirater. Han blev udtaget til landets trup til VM i 2014 i Brasilien og VM i 2018 i Rusland.